# Moreau (Santa Lucía)
Moreau es una localidad de Santa Lucía que forma parte del distrito de Micoud.